# Палеоіндіанці
Палеоіндіанці — умовне найменування перших людей, що заселили Америку наприкінці останнього льодовикового періоду (в Європі — Віслінське зледеніння, в Північній Америці — Вісконсинське зледеніння). Процес заселення Америки є предметом суперечок та досліджень.

## Хронологія

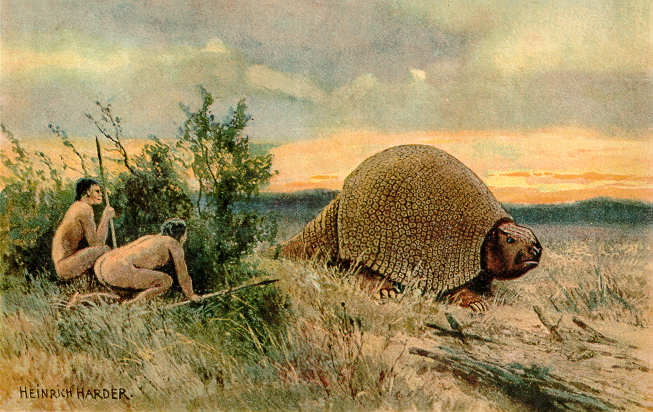
Палеоіндіанці полюють на гліптодона. Художник Генріх Гардер

Відповідно до сучасної точки зору, перші люди прибули до Америки через Берингів перешийок (Берингію), який ще існував тоді між Сибіром й Аляскою. За найпоширенішою точкою зору, перше переселення відбулося близько 11 тисяч років тому (хоча є й гіпотези більш раннього переселення — див. статті Лузія (Рештки людини), Ньєде Гідон). Залишається предметом суперечок їхній шлях американським континентом: від Аляски по тихоокеанському узбережжю, або по центральній частині материка через вільний від льоду простір між Лаврентійським крижаним щитом і глетчерами Берегових хребтів на території Юкон у Канаді.
Знахідки в XXI ст. людської ДНК у печерах Пейслі в штаті Орегон вказують швидше на переміщення вздовж узбережжя близько 14300 років тому. Окремі знахідки в Монте-Верде (Чилі) або Мідовкрофті (Пенсільванія) також дозволяють посунути дату першого переселення на більш ранній термін. Досить спірним є датування знахідки в Печерах Блуфіш.
Опубліковані у 2009 році генетико-генеалогічні та філагеаграфічні дослідження надали докази того, що два майже одночасних шляхи міграції з Берингії призвели до палеоіндіанського розселення в Америці приблизно 15-17 тисяч років тому. Гаплогрупа D4h3 ширилася вздовж Тихоокеанського узбережжя, тоді як гаплогрупа X2a увійшла через коридор без льоду між Лаврентійськими та Кордильєрськими льодовиками.
У 2021 році вчені з Борнмутського університету (Велика Британія) спільно з колегами зі США оприлюднили вірогідний доказ раннього перебування людини в Америці, який був виявлений під час археологічних розкопок у національному парку Вайт-Сендс, що в штаті Нью-Мексико — відбитки ніг віком приблизно від 23 000 до 21 000 років тому.

## «Аборигени Америки»
Найдавніші людські останки в Америці, на думку деяких антропологів, мають «неіндіанські» риси облич. На підставі цього археологи Вальтер Невеш і Ектор Пуччареллі сформулювали гіпотезу про «аборигенів Америки», які прибули до Америки на кілька тисяч років раніше індіанців (носіїв американоїдної раси) і пізніше були асимільовані або винищені ними.

## Окремі культури

### Культура Кловіс

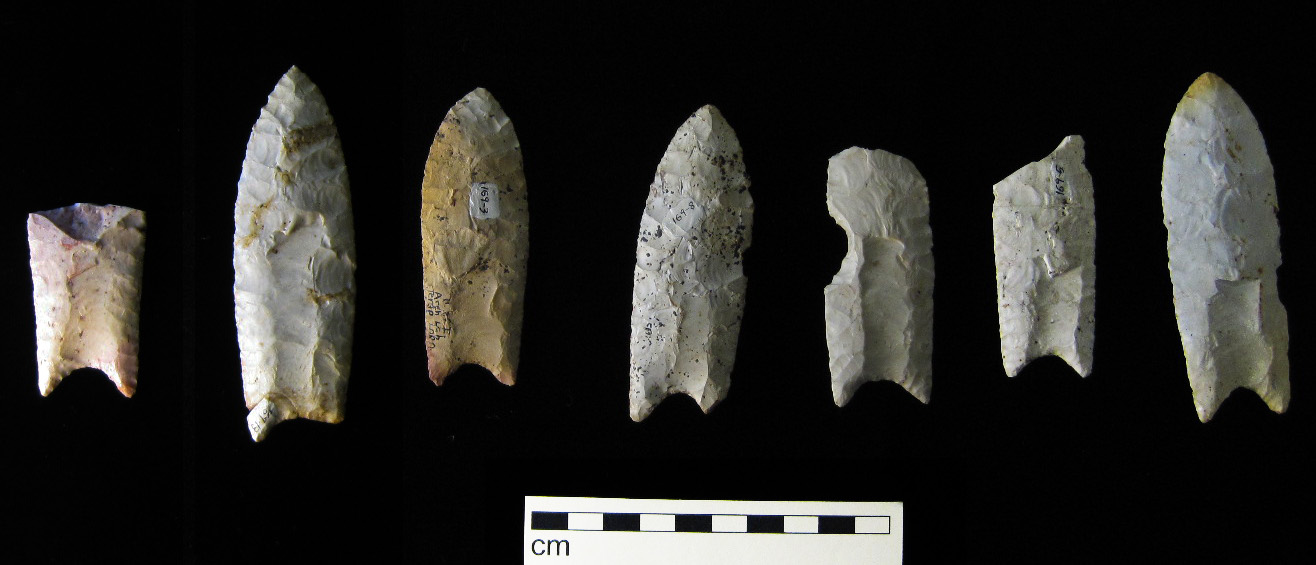
Колекція наконечників списа культури Кловіс

Першою широко поширеною археологічною культурою доколумбової Америки була Культура Кловіс, відома також як культура Льяно, названа за місцем знахідок біля міста Кловіс у штаті Нью-Мексико. Датується 11500 — 11000 рр. до н. е. Для цієї культури характерні своєрідні наконечники стріл з кременю і роговика з жолобчастою основою і двобічним ретушуванням поверхні.
Люди культури Кловіс займалися полюванням і збиральництвом і кочували невеликими сімейними групами Північною й Центральною Америкою аж до Панами, тобто територією, в той період все ще покритою танучими масами льоду. На південь від Панами замість наконечників типу Кловіс зустрічаються наконечники у вигляді «риб'ячого хвоста», які виникли приблизно одночасно. У них відсутній жолобок, натомість поблизу від нижнього кінця є уступ, який зменшується і зникає на кінці, за що наконечники й порівнюють з риб'ячими хвостами.

### Фолсомська традиція

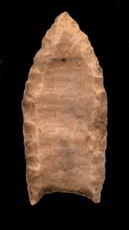
Наконечник списа (Культура Фолсом)

Після культури Кловіс виникла традиція Фолсом (культура Фолсом або культура Лінденмаєр), названа за місцем знахідок в штаті Нью-Мексико. Ця надкультурна традиція існувала в період близько 10 500 — 9500 рр. до н. е. і відрізняється досить широким спектром мисливської здобичі (дичини), що, можливо, було пов'язане з вимиранням мегафауни після закінчення останнього зледеніння. Наконечники списів (стріл) — значно меншого розміру, ніж у попередньої культури Кловіс.

### Пізні палеоіндіанські культури
Культури, що виникли після Кловіс і Фолсом, були регіональними. Спільною рисою було те, що наконечники стріл, як правило, вже не мали жолобка, а також знову стали великими, як і в часи культури Фолсом.
До цих пізніх культур відносяться культура Долтон і культура Сан-Патріс на південному сході Північної Америки, а також культура Плано на південному заході Мексики.

## Перехід до архаїчних індіанських культур
Закінчення «палеоіндіанського періоду» (називається також літичним, за аналогією з палеолітом в Євразії й Африці) зазвичай датують приблизно 8000 р. до н. е. (для сходу Північної Америки і для Месоамерики, на інших землях Америки цей період тривав значно довше). Після нього йде архаїчний період доколумбової хронології, коли з'являються перші елементи осідлості й примітивна кераміка. В західній частині Північної Америки після зникнення культури Кловіс важко встановити чітку періодизацію, окремі культури займають дуже невеликі простори, нерідко в археологічних шарах спостерігаються значні пустоти. У Центральній Америці і в значній частині Південної Америки по закінченні Фолсомської традиції розвиток іде своїм шляхом, несхожим на інші області Америки.
На території США найбільша концентрація палеоіндіанських пам'ятників виявлена на півночі штату Алабама. З цих пам'ятників найцікавішими в стратиграфічному плані є Скельні житла Стенфілд-Ворлі, де спостерігається послідовність шарів від пізнього літичного аж до міссісіпського періоду.

## Генетика
Серед індіанців представлені наступні гаплогрупи:
- гаплогрупа C (Y-ДНК)
- гаплогрупа Q (Y-ДНК)
- гаплогрупа R1 (Y-ДНК)
- гаплогрупа A (мтДНК)
- гаплогрупа B (мтДНК)
- гаплогрупа C (мтДНК)
- гаплогрупа D (мтДНК)
- гаплогрупа X (мтДНК)
- деякі інші вкрай рідкісні гаплогрупи Y-ДНК і мтДНК

В ізольованого племені ботокудів з Бразилії виявлена певна генетична спільність із полінезійцями, що може свідчити про сліди однієї з найранішніх міграцій до приходу пращурів більшості сучасних індіанців.

## Останки
- Кенневікська людина
- Лузія (Рештки людини)

## Пам'ятники
- Культура Кловіс
- Куева-де-лас-Манос
- Монте-Верде
- Серра-да-Капівара